# Anders Monrad Møller
Anders Monrad Møller (født 2. maj 1942) er en dansk historiker.
I 1972 blev Anders Møller cand. mag. i historie og musik ved Københavns Universitet. 1981 blev han dr. phil. ved Syddansk Universitet med disputatsen Fra Galeoth til Galease – Studier i de kongeriske provinsers søfart i det 18. århundrede.
I 1985-1995 var han historisk konsulent ved SKAT, og efter at have haft et lektor vikariat ved Syddansk Universitet i perioden 1998 til 2003 blev han 2004 ansat ved Saxo-Instituttet på Københavns Universitet som ekstern lektor i historie.
Han har bl.a. skrevet bøgerne Jagt og skonnert – Studier i den danske provinssøfart i tiden 1814 til 1864 (1988), Fra Etatsforening til Dansk Told & Skatteforbund (1994) og Dansk søfarts historie, bind 4: Med korn og kul. 1814-1870 (1998). Desuden har han været redaktør af udgivelsen af Kong Christian VIII.s breve 1813-1848 (6 bind, 2005-2008), udgivet af Det kongelige danske Selskab for Fædrelandets Historie, som han blev medlem af i 1988 og siden 14. marts 1990 tillige kasserer for.
Han stiftede i 1983 sammen med ægtefællen Dorthe Falcon Møller Forlaget Falcon (opr. Falcon Bøger), der udgiver bøger med maritimhistorisk, musikinstrumenthistorisk og kunsthistorisk indhold.
Han har udgivet sine erindringer i bogen Møllerne og musikken (2010).